# Figurer fra Futurama
Futurama er en tv-serie. Dette er en liste over figurer fra Futurama.

## Hovedfigurer

### Philip J. Fry
Philip J. Fry er seriens hovedperson, som oplever fremtiden,  som en fra en det 20. århundrede. Fry er en smule dum, men har hjertet på rette sted. Han er eventyrlysten og mener at komme til fremtiden var det bedste der er sket i hans liv. I fremtiden er hans bedste ven robotten Bender Bending Rodríguez, som han bor sammen med. Derudover har han et svagt punkt for kyklopen Turanga Leela, som han vil gøre alting for, desværre er han ikke så heldig med hende. Fry er også fremtidens største Star Trek fan.
Stemmen til Phillip J. Fry indtales af Billy West.

### Turanga Leela
Turanga Leela er seriens stemme for fornuft, og agerer ofte som leder over holdet. Hun er kaptajnen på Planet Express skibet, som de bruger til at flyve på fragtmissioner med. I en stor del af serien bliver hun anset som et rumvæsen, men det går senere op for hende i "Leela's Homeworld", at hun faktisk er en kloakmutant. I modsætningen til hendes forældre, så har hun få mutationer, hun har kun ét øje, hendes hår er lilla og hun har en klolignende vækst på sin albue der vokser ud hvis hun ikke barberer den. Det at hun kun har et øje leder også til hendes manglende evne til afstandsbedømmelse. Hun er Fry's primære kærlighedsinteresse, men til trods for de ting Fry gør for hende, så har hun svært ved at returnere hans følelser. Leela begik også den store brøler at sove med Zapp Brannigan.
Stemmen til Turanga Leela indtales af Katey Sagal.

### Bender
Bender Bending Rodríguez er en fordrukken kleptoman i form af en robot. Bender elsker at stjæle alt hvad han kan komme i nærheden af. Bender ser også generelt ned på mennesker i det hele taget, og antager dem som inferiøre skabninger. Bender er til trods for hans had for mennesker, bedste venner med Fry. Bender har store drømme om at blive en kok og folkemusiker.
Stemmen til Bender Bending Rodríguez indtales af John DiMaggio.

### Hubert J. Farnsworth
Professor Hubert J. Farnsworth er en 160-år gammel senil opfinder og videnskabsmand. Han er grundlæggeren af Planet Express, som han lavede for at skaffe penge til sin forskning. Farnsworth har imidlertid meget lidt respekt for sin besætninger, og sender dem gerne ud på missioner der er dødensfarlige, og leder aktivt efter en besætning til at erstatte sin nuværende. Farnsworth er også Fry's nevø, mange generationer henne. I sin tid som videnskabsmand, har han arbejdet for Mom's Friendly Robot Company, hvor han har skabt flere syrede robotter, og også skaberen af global opvarmning i det 31. århundrede.
Stemmen til professor Hubert J. Farnsworth indtales af Billy West.

### Doktor Zoidberg
Doktor John A. Zoidberg er Planet Express' egen læge. Zoidberg er et hummerlignende rumvæsen fra Decapod 10. Zoidbergs status som læge er dog mistænksom, idet han ved meget lidt om menneskelig anatomi. Udover at være en dårlig læge, er Zoidberg fattig, romantisk forladt, hjemløs og en jødisk parodi. 
Stemmen til dr. John Zoidberg indtales af Billy West.

### Hermes Conrad
Hermes Conrad er Planet Express' bureaukrat. Hermes står for regnskaber og holde virksomheden kørende. Hermes er besat af bureaukrati og ynder at gøre ting bureaukratisk, selv hvis ingen betalte ham. Hermes er gift LeBarbara Conrad og har sammen med hende sønnen Dwight Conrad.
Stemmen til Hermes Conrad indtales af Phill LaMarr.

### Amy Wong
Amy Wong er en ingeniørpraktikant fra Mars University, som er på Planet Express, fordi hun har den samme blodtype som professor Farnsworth. Amy Wongs forældre ejer halveden af Mars, og er derfor meget rige, og Amy lider under denne forkælelse. Amy gik i en kort periode ud med Fry, men Amy har i tidens løb gået ud med hvem som helst, indtil hun blev romantisk involveret med Kif Kroker.
Stemmen til Amy Wong indtales af Lauren Tom.

## Bifigurer

### Calculon
Calculon er en robot, der gør sig en karriere indenfor skuespil. Han er hovedperson i Benders foretrukne sæbeopera på TV.

### Cubert Farnsworth
Cubert Farnsworth er Hubert Farnsworth's 12 årige klon. Fry og Bender og Leela synes at han er irriterende.

### Dr. Ogden Wernstrom
Tekst mangler, hjælp os med at skrive teksten

### Kif Kroker
Kif er Zapp Brannigans næstkommanderende om bord på det gode skib Nimbus. Han udviser ofte sin irritation med Brannigans inkompetence, og de mange nedværdigende opgaver Brannigan giver ham.  Kif ender dog med at komme i et forhold med Amy Wong, hvor han har noget mere held, end Brannigan har med Leela.

### Lrrr
Tekst mangler, hjælp os med at skrive teksten

### Mom
Entreprenør, formand og ejer for MomCorp, som står for mange af Jordens fremtidige forretninger, især den indflydelsesrige underdel, Mom's Friendly Robot Company.  Hun er ond og søger kun mere magt.  Hendes tre sønner står ofte for skud for hendes vrede.  Hun har været i flere affærer med professor Farnsworth tidligere, såvel som hans ærkefjende, dr. Ogden Wernstrom.

### Nibbler
Nibbler er Leelas kæledyr. Hans afføring er mørkt stof, som Planet Express' rumskib kører på.

### Richard Nixon
Tekst mangler, hjælp os med at skrive teksten

### Turanga Morris og Munda
Tekst mangler, hjælp os med at skrive teksten

### Zapp Brannigan
Kaptajn på DOOPs største flagskib, Nimbus.  Zapp Brannigan er en parodi af William Shatner og Captain Kirk.  Brannigan udviser ofte fuldstændig irrelevants med det faktum at de fleste af hans missioner slår flere af hans egne folk ihjel end fjendens.  Sandsynligvis fordi han ikke forstår hvad det er han laver.  Brannigan var heldig nok til at få Turanga Leela til at have sex med ham, en ting som han ofte følger op på som tiden skrider frem.
 Tekst mangler, hjælp os med at skrive teksten

## Andre figurer

### Al Gore
Tekst mangler, hjælp os med at skrive teksten

### Boxy
Tekst mangler, hjælp os med at skrive teksten

### Brain Slugs
Tekst mangler, hjælp os med at skrive teksten

### Brainspawn
Et folk af onde, svævende hjerner. Brainspawnet rejser fra planet til planet, for at gøre de lokale dumme, da de har en afsky for andre, tænkende væsener.

### Cookieville Minimum Security Orphanarium indbyggerne
Tekst mangler, hjælp os med at skrive teksten

### Dwight Conrad
Hermes og LeBarbara Conrads søn.

### Fader Changstein-El-Gamal
Tekst mangler, hjælp os med at skrive teksten

### Elzar
Tekst mangler, hjælp os med at skrive teksten

### Flexo
Tekst mangler, hjælp os med at skrive teksten

### Hattie McDoogal
Tekst mangler, hjælp os med at skrive teksten

### Hedonismbot
Tekst mangler, hjælp os med at skrive teksten

### Horrible Gelatinous Blob
Tekst mangler, hjælp os med at skrive teksten

### Hyperchicken
Tekst mangler, hjælp os med at skrive teksten

### Hypnotoad
Tekst mangler, hjælp os med at skrive teksten

### LaBarbara Conrad
Hermes Conrads kone. Sammen har de sønnen Dwight Conrad.

### Leo og Inez Wong
Leo og Inez er Amy Wongs forældre. 
Billy West har lagt stemme til Leo Wong og Lauren Tom har lagt stemme til Inez Wong

### Linda
Tekst mangler, hjælp os med at skrive teksten

### Malfunctioning Eddy
Tekst mangler, hjælp os med at skrive teksten

### Michelle
Tekst mangler, hjælp os med at skrive teksten

### Morbo
Tekst mangler, hjælp os med at skrive teksten

### Nibblonianerne
Nibblers folk. Nibblonianerne er et højt udviklet folkeslag, og meget nuttede, selv efter deres eget udsagn.

### Reverend Preacherbot
Tekst mangler, hjælp os med at skrive teksten

### Roberto
Tekst mangler, hjælp os med at skrive teksten

### Robot Devil
Robot Devil optræder i et par afsnit af serien, bl.a. det seneste, der er lavet, indtil videre. Han er med i 2., 3. & 4. sæson, og måske kommer han igen i de nye afsnit som bliver lavet færdig i 2008.
Han er også med i den 2. film: "The Beast With A Billion Backs", hvor han levere en dødshær til Bender.

### Robot Mafia
Tekst mangler, hjælp os med at skrive teksten

### Robot Santa
Tekst mangler, hjælp os med at skrive teksten

### Sal
Tekst mangler, hjælp os med at skrive teksten

### Scruffy
Tekst mangler, hjælp os med at skrive teksten

### Sewer mutanterne
Tekst mangler, hjælp os med at skrive teksten

### Smitty
Tekst mangler, hjælp os med at skrive teksten

### Tinny Tim
En hjemløs robotdreng. Er en parodi på Oliver Twist.